# ONLY YUI
『ONLY YUI』（オンリー・ユイ）は浅香唯の1作目のミュージック・ビデオ。1987年7月3日にマイカルハミングバードからリリースされた。

## 解説
- デビュー曲「夏少女」から「瞳にSTORM」までのイメージ映像を収録。
- 発売当初、このビデオにのみ収録だった「TO BE LATE」は、後にアルバム『Rainbow』に収録された。
- 「STAR」は、1987年5月24日に東急日本橋店で行われた「瞳にSTORM」発表会でのライブ映像。
- 2010年、デビュー25周年記念の一環として初DVD化された。

## 収録曲
1. Yui's Self
2. 夏少女
3. ふたりのMoon River
4. Yui's Favour
5. ヤッパシ…H!
6. Yui's Memory
7. 10月のクリスマス
8. Yuism
9. コンプレックスBANZAI!!
10. TO BE LATE
11. STAR
12. Yui's Future
13. 瞳にSTORM